# مسجد الشيخ محمد السمنودى
مسجد الشيخ محمد السمنودى شارع الملك الظاهر برقوق بقرافة الغفير في القاهرة بمصر، وأنشئ عام 879 هجرية .

## وصفه
يقع الضريح بقرافة الغفير أمام مدرسة وتربة و خانقاة السلطان الأشرف إينال وبالقرب خانقاة برقوق بصحراء العباسية.
ويتكون الضريح من مبنى مستطيل الجزء الجنوبي منه يشغله إيوان للصلاة في ضلعه الجنوبي الشرقي محراب بجانبه منبر بسيط والجزء الشمالي تشغله حجرة مربعة يعلوها قبة تقوم على قبة مرتفعة بها ثمان نوافذ معقودة ومملوءة بالزجاج الملون.
وبمنطقة تحويل المربع إلى دائرة تقوم فوقه القبة عدة صفوف من الدلايات البديعة الشكل. ويرجع تاريخ البناء إلى تاريخ الوفاة سنة 879 هجرية ثم جدد في عهد الدولة العثمانية في القرن الثاني عشر للهجرة.